# Rothville (Missouri)
Rothville è un villaggio della contea di Chariton, nello stato del Missouri, Stati Uniti d'America. 

## Storia
Rothville fu fondata nel 1883. Essa deve il proprio nome a John Roth, un commerciante locale. Nel 1868 fu istituito a Rothville l'ufficio postale.